# Sân bay Strasbourg
Sân bay Strasbourg (mã sân bay IATA: SXB, mã sân bay ICAO: LFST) là một sân bay tọa lạc ở Entzheim, phục vụ thành phố Strasbourg, cả hai địa phương này đều là commune trong tỉnh Bas-Rhin thuộc vùng Grand Est của Pháp. Sân bay có đường băng bằng asphalt dài 2400 mét. Năm 2009, sân bay này đã phục vụ 1.109.397 lượt khách. Kể từ khi có tàu TGV nối thành phố Strasbourg với Paris, số lượt chuyến giữa hai thành phố giảm đi.

## Hãng hàng không và tuyến bay
| Hãng hàng không                  | Các điểm đến                                                                                  |
| -------------------------------- | --------------------------------------------------------------------------------------------- |
| Air Algérie                      | Theo mùa: Algiers                                                                             |
| Air France                       | Paris-Orly                                                                                    |
| Air France vận hành bởi Brit Air | Lyon, Nantes, Nice, Paris-Charles de Gaulle, Paris-Orly, Rennes Theo mùa: Figari, Montpellier |
| Air France vận hành bởi HOP!     | Amsterdam, Bordeaux, Lille, Lisbon, Marseille, Toulouse Theo mùa: Ajaccio, Bastia, Calvi      |
| Brussels Airlines                | Brussels                                                                                      |
| Czech Airlines                   | Praha                                                                                         |
| Europe Airpost                   | Thuê chuyến: Budapest, Porto, Seville                                                         |
| Iberia vận hành bởi Air Nostrum  | Madrid                                                                                        |
| Royal Air Maroc                  | Casablanca                                                                                    |
| Tunisair                         | Djerba, Tunis                                                                                 |
| Vueling                          | Barcelona [từ 25/3/2012]                                                                      |
| XL Airways                       | Theo mùa: Olbia                                                                               |